# El Busto (Villaviciosa)
El Busto (oficialmente en asturiano: El Bustiu) es una parroquia española del concejo de Villaviciosa, en Asturias. Cuenta con una población de 42 habitantes (INE, 2020).
Está situada a siete kilómetros de la capital del concejo, Villaviciosa. Limita al norte con la parroquia de Miravalles, al sur con la de Breceña, al oeste con la de La Magdalena, y al este con la de Santa Eugenia.

## Localidades
La parroquia está formada por las siguientes poblaciones:
- Batón (El Batón), casería
- Bayones (Vayones), aldea
- Las Brañas  (Les Brañes), casería
- El Busto (El Bustiu), barrio
- Caliellu (El Caliellu), casería

## Demografía
| Gráfica de evolución demográfica de El Busto entre 2000 y 2020     |
|                                                                    |
| Población de derecho (2000-2020) según el padrón municipal del INE |

## Patrimonio
- Iglesia de San Vicente.[4]